# Pramila Jayapal

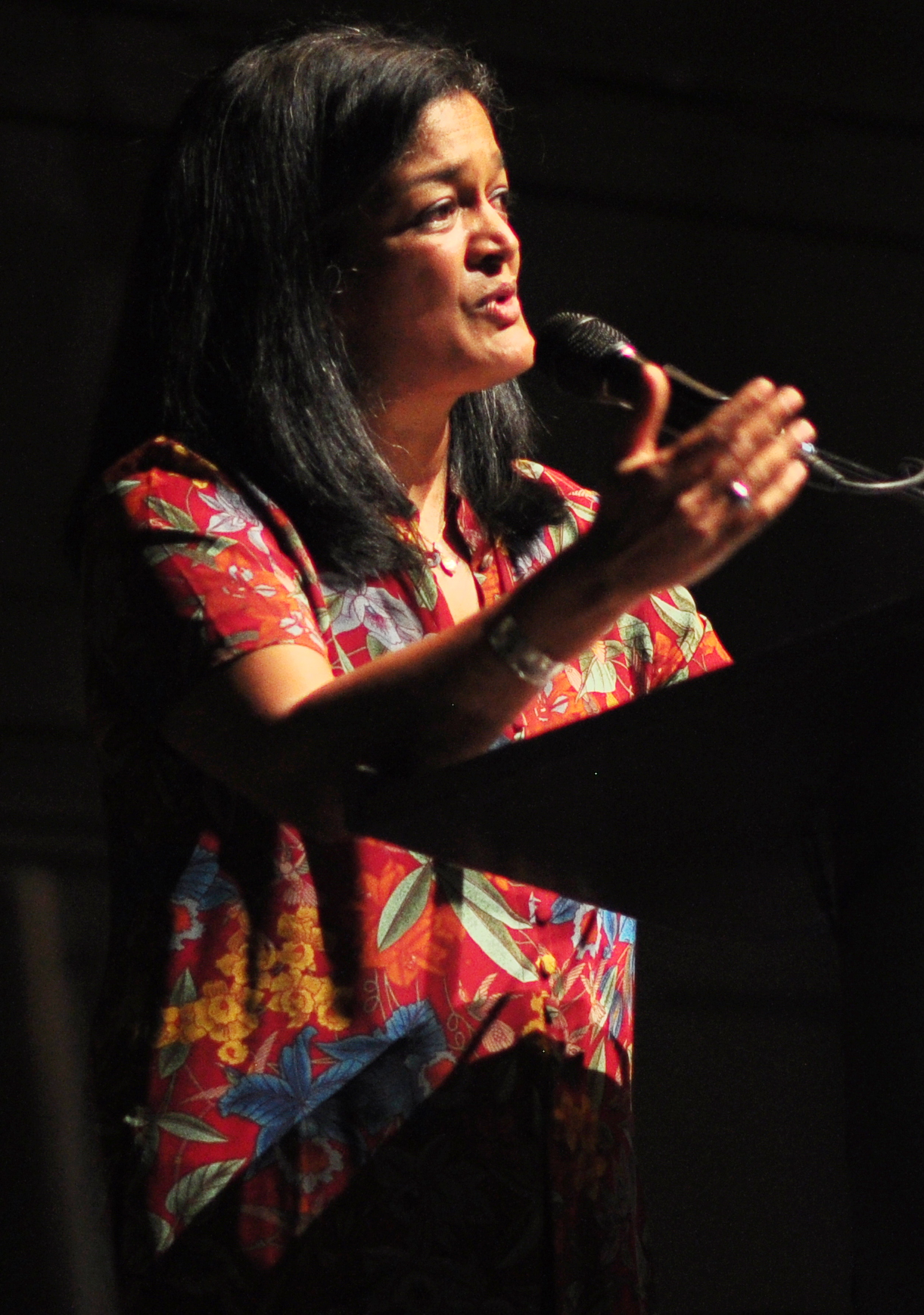
Pramila Jayapal (2015)

Pramila Jayapal (* 21. September 1965 in Madras, Indien) ist eine US-amerikanische Politikerin. Seit dem 3. Januar 2017 vertritt sie als Abgeordnete der Demokratischen Partei den siebten Sitz des Bundesstaats Washington im US-Repräsentantenhaus.

## Leben
Pramila Jayapal wurde in Indien geboren und wuchs dann in Indien, Indonesien und Singapur auf. Im Alter von 16 Jahren kam sie 1982 in die Vereinigten Staaten, wo sie ein College absolvierte. Anschließend studierte sie an der Georgetown University und an der Northwestern University sie schloss mit einem Bachelor of Arts sowie einem Master of Business Administration. Nach dem Ende ihrer Studienzeit im Jahr 1986 arbeitete sie vor allem als Finanzanalytikerin, unter anderem an der Wall Street für PaineWebber. Im Jahr 2000 erhielt sie die amerikanische Staatsbürgerschaft. Nach den Terroranschlägen vom 11. September 2001 setzte sie sich für Einwanderergruppen in die Vereinigten Staaten ein und warb für ein vorurteilsloses Verhalten gegenüber Immigranten.
Sie lebt mit ihrem Mann Steve Williamson in Columbia City, einem Ortsteil von Seattle. Sie ist Mutter einer Transgender-Tochter.

## Politik
Politisch schloss sie sich der Demokratischen Partei an. Zwischen dem 12. Januar 2015 und dem 12. Dezember 2016 gehörte sie dem Senat von Washington an. Bei den Kongresswahlen des Jahres 2016 wurde Jayapal im siebten Wahlbezirk von Washington gegen ihren Parteikollegen Brady Walkinshaw in das US-Repräsentantenhaus in Washington, D.C. gewählt, wo sie am 3. Januar 2017 die Nachfolge von James Adelbert McDermott antrat, der 2016 nicht mehr kandidierte. Sie konnte die folgenden vier Wahlen ebenfalls für sich entscheiden. Ihre aktuelle Legislaturperiode im 119. Kongress der Vereinigten Staaten läuft bis zum 3. Januar 2027.

### Sturm auf das Kapitol
Nach dem Sturm auf das Kapitol in Washington 2021 äußerte Jayapal ihren Eindruck, dass einige Beamte der United States Capitol Police den Angreifern halfen, sich in dem komplexen Gebäude zurechtzufinden.

Nach ihrer Evakuierung war Pramila Jayapal, wie andere Abgeordnete auch, mit SARS-CoV-2 infiziert. Sie machte dafür diejenigen Abgeordneten der Republikaner verantwortlich, die sich im gemeinsamen Schutzraum geweigert hatten, einen Mund-Nasen-Schutz zu tragen.

### Ausschüsse
Sie ist aktuell Mitglied in folgenden Ausschüssen des Repräsentantenhauses:
- Committee on Education and the Workforce
  - Health, Employment, Labor, and Pensions
  - Higher Education and Workforce Development
- Committee on the Judiciary
  - Immigration Integrity, Security, and Enforcement
  - The Administrative State, Regulatory Reform, and Antitrust

## Werke
- Pilgrimage to India: A Woman Revisits Her Homeland. 2000, ISBN 1-58005-052-2.